# 夢間集
『夢間集』(ムカンシュウ 簡体字:梦间集)は、中華人民共和国の完美世界により開発・運営されていたスマートフォン用女性向けゲームアプリ。
日本版の運営はクッキースにより行われ、2018年11月8日 - 16日に実施されたクローズドβテストを経て同年12月11日より正式サービスを開始。
2019年10月31日をもってサービスを終了した。

## 概要
金庸原作の武狭小説である射鵰英雄伝、神鵰剣俠、倚天屠龍記を題材にした古代中国風世界観のゲーム。
登場キャラクターは前述の小説に出てくる武器をモチーフに擬人化している。
戦闘システムは試遊版ではオートプレイで進行する簡単な内容だったがマンネリを防ぐためシステムを一新する。盤上でキャラを駒として動かすシミュレーションRPGとなりその結果ユーザーから好評を得られた。
日本人声優を起用した中国製日系ゲームであり正式サービス開始前からローカライズを視野に入れており東京ゲームショウ2017にて正式に日本版リリースが決定した。

## 登場キャラクター
イラストレーター、中国版の声優は常用漢字で表記。
| 名前                 | CV(日本/中国)     | イラストレーター | 備考                                   |
| -------------------- | ----------------- | ---------------- | -------------------------------------- |
| 倚天（いてん）       | 中村悠一/趙嶺     | 毛団小剣剣       |                                        |
| 凝雪倚天             | 田村睦心/馮駿驊   | 完美世界画師     | 少年の姿をした倚天                     |
| 屠龍（とりゅう）     | 小野友樹/呉磊     | 毛団小剣剣       |                                        |
| 破虜屠龍             | 川澄綾子/張馨予   | 完美世界画師     | 少年の姿をした屠龍                     |
| 金鈴（きんれい）     | 宮田幸季/蘇尚卿   | 再臨             |                                        |
| 寒玉金鈴             | 宮田幸季/蘇尚卿   | 完美世界画師     | 青年の姿をした金鈴                     |
| 紫薇（しび）         | 前野智昭/阿傑     | 再臨             |                                        |
| 玉簫（ぎょくしょう） | 野島健児/趙震     | 再臨             |                                        |
| 緑（りょく）         | 小林裕介/馬語非   | 再臨             |                                        |
| 神丐緑竹             | 小林裕介/馬語非   |                  |                                        |
| 君子（くんし）       | 木村良平/楊天翔   | 喜喜果           |                                        |
| 淑女（しゅくじょ）   | 東山奈央/張璐     | 喜喜果           |                                        |
| 拂塵（ふつじん）     | 谷山紀章/凌雲     | suars            |                                        |
| 聖火（せいか）       | 梅原裕一郎/李竜濱 | 再臨             |                                        |
| 青光（せいこう）     | 中井和哉/彭堯     | 猫樹             |                                        |
| 峨眉（かび）         | 柿原徹也/張喆     | 三鳩             |                                        |
| 金糸（きんし）       | 井口祐一/曹旭鵬   | 三鳩             |                                        |
| 氷魄（ひはく）       | 梶裕貴/王磊       | 毛団小剣剣       |                                        |
| 密宗（みっしゅう）   | 浪川大輔/李璐     | 濃七囍           |                                        |
| 妙手（みょうしゅ）   | 細谷佳正/趙嶺     | 毛団小剣剣       |                                        |
| トラ                 | 山下大輝/馬小驥   | 三鳩             |                                        |
| 毒竜（どくりゅう）   | 森久保祥太郎/趙晨 | 千秋歳           |                                        |
| 真武（しんぶ）       | 杉田智和/宝木中陽 | 毛団小剣剣       |                                        |
| クロガネ             | 置鮎龍太郎/范哲琛 | 毛団小剣剣       |                                        |
| 流光（りゅうこう）   | 岡本信彦/恵竜     | Tarkika          |                                        |
| ハチ                 | 上村祐翔/劉明珠   | 猫猫             |                                        |
| 楊（やん）           | 森田成一/張震     | 虎虎虎三         |                                        |
| ナーガ               | 西山宏太郎/韓玉竜 | 九代単伝魔法少女 |                                        |
| 蛇王ナーガ           | 西山宏太郎/韓玉竜 | 九代単伝魔法少女 | 修行により新たな力を得たナーガ         |
| 金剛（こんごう）     | 宮下栄治/呉磊     | 九代単伝魔法少女 |                                        |
| 洛陽（らくよう）     | 竹本英史/宝木中陽 | 濃七囍           |                                        |
| 白虹（はっこう）     | 新垣樽助/謝添天   | 九代単伝魔法少女 |                                        |
| キツネ               | 代永翼/蘇尚卿     | 九色蛤           |                                        |
| 越女（えつじょ）     | 劉セイラ          | 鏡渤             |                                        |
| 柳葉（りゅうよう）   | 平川大輔/彭堯     | 蓮月             |                                        |
| 霊蛇（れいじゃ）     | 武内駿輔/郭盛     | 九色蛤           |                                        |
| 竜骨（りゅうこつ）   | 村瀬歩/蘋果醬     | 九代単伝魔法少女 |                                        |
| 秋水（しゅうすい）   | 岸尾だいすけ/趙路 | 九代単伝魔法少女 |                                        |
| 伏魔（ふくま）       | 林勇/厳明         | 九代単伝魔法少女 |                                        |
| 飛燕（ひえん）       | 鈴村健一/辺江     | 九色蛤           |                                        |
| 神彫（しんちょう）   | 子安武人/魏超     | 白虎Kun          |                                        |
| 九曲（きゅうきょく） | 佐藤拓也/辺江     | 濃七囍           |                                        |
| 斉眉（せいび）       | 阿部敦/楊天翔     | Allen            |                                        |
| 帰一（きいち）       | 野島祐史/姜広涛   | 三鳩             |                                        |
| 孤剣（こっけん）     | 逢坂良太/阿烈     | 濃七囍           |                                        |
| 曦月（ひつき）       | 羽多野渉/趙乾景   | 濃七囍           |                                        |
| 合歓（ごうかん）     | 小清水亜美/楚銜   | 鏡渤             |                                        |
| テンジャ             | 水島大宙/凌飛     | 愛斯基摩菇       |                                        |
| テンコウ             | 立花慎之介/銭文青 | 眠灰             |                                        |
| 浮生（ふしょう）     | 小林裕介/馬語非   | 再臨             |                                        |
| 工部琴               | KENN/王晨光       | 神隠特快售票処   |                                        |
| 青蓮剣               | 八代拓/王石       | 神隠特快售票処   |                                        |
| 三絶筆               | 黒田崇矢/郭盛     | 濃七囍           |                                        |
| 千丈巻               | 日野聡/李竜濱     | 鏡渤             |                                        |
| 花雨（かう）         | 高橋李依/徐佳琦   | HT               |                                        |
| 六爻棋               | 畠中祐/張敬宇     | 鹹魚打挺         |                                        |
| 幽谷箜篌             | 高橋広樹/順子     | 花西小倫子       |                                        |
| 長庚刀               | 寺島拓篤/辰朔     | icemoon          |                                        |
| 氷雨（ひさめ）       | 河西健吾/葉清     | 毛団小剣剣       | 「マスターオブスキル」とのコラボキャラ |
| 千機傘               | 千葉翔也/阿傑     | 鹹魚打挺         | 「マスターオブスキル」とのコラボキャラ |
| 独釣寒江             | 下野紘/趙穀       | 愛斯基摩菇       |                                        |
| 夜燭言               | 鳥海浩輔/趙穀     | 愛斯基摩菇       |                                        |
| 暉刃                 | 松岡禎丞/馮駿驊   | 完美世界画師     |                                        |
| 影刃                 | 松岡禎丞/依欣     | 完美世界画師     |                                        |
| 引夢笛               | 近藤隆/路路       | 完美世界画師     |                                        |
| 黒羽槍               | 福山潤/空白格     | 完美世界画師     |                                        |
| 払桜·謙              | 森川智之/順子     | 花西小倫子       | 「神無月」とのコラボキャラ             |
| 挽風·暁              | 福圓美里/婕希     | 完美世界画師     | 「神無月」とのコラボキャラ             |
| 寰諦鳳翎             | 間島淳司/辰朔     |                  | 「香蜜沈沈烬如霜」とのコラボキャラ     |
| 南皇剣               | 石川界人/趙乾景   |                  |                                        |

## コラボレーション

### マスターオブスキル
中国の小説、それを原作としたアニメ、マスターオブスキル(簡体字:全职高手)とのコラボレーションが開催。
マスターオブスキルの劇中ゲーム、Glory(簡体字:荣耀)に出てくる武器をモチーフにした千機傘と氷雨が参戦。
千機傘と氷雨の容姿、人格は登場人物の葉修と黄少天に基づいている。

### 神無月
中国のスマートフォン用ゲーム、神無月とのコラボレーションが開催。
神無月の登場人物、暁と謙が参戦。
また神無月においても夢間集コラボイベントが開催され夜燭言と花雨が参戦する。

### 香蜜沈沈烬如霜
中国の小説、それを原作としたTVドラマ、香蜜沈沈烬如霜とのコラボレーションが開催。
作中に出てくるアイテム、寰谛鳳翎が擬人化して参戦する。

### あんさんぶるスターズ！
スマートフォン用ゲーム、あんさんぶるスターズ!の中国版において夢間集とのコラボレーションが開催。
夢間集の登場キャラクターの衣装を着たカードが限定で登場する。
日本版での実装は未定。

## メディアミックス
2018年3月27日にアニメ、コミック、ノベル、設定資料集、派生作品と中国内で様々なメディアミックス展開が発表。
設定資料集は広州天聞角川動漫より発売される。
派生作品となるのは新作アプリ、夢間集 白鳥座(ムカンシュウ アルビレオ 簡体字:梦间集 天鹅座)

### アニメ
アニメ版キービジュアルと一緒にメインスタッフも発表された。
- 制作会社：Staron
- プロデューサー 菊川幸夫
- 監督 高本宜弘
- 脚本 竹田裕一郎